# Centre d'aide aux victimes de viol et refuge pour femmes de Vancouver
Le Vancouver Rape Relief & Women's Shelter est le centre d'aide aux victimes de viol le plus ancien du Canada. Ce refuge créé en 1973 est situé à Vancouver, en Colombie-Britannique. Il gère une maison de transition féministe depuis 1983. Celle-ci offre aux femmes battues un abri contre les hommes qui les maltraitent, ce qui inclus les pères, les maris, les fils, les proxénètes, les clients et les propriétaires.

## Services
Le refuge accueille des femmes avec ou sans enfants qui fuient des violences conjugales, sexuelles ou structurelles, ainsi que des femmes à risque de se retrouver sans logement ou en situation de crise. L’organisme accepte les enfants de sexe masculin jusqu’à 19 ans selon les cas, ainsi que les réfugiées, les demandeuses d’asile et les femmes venant d'autres provinces. La durée moyenne du séjour est de 30 jours.
Le refuge offre un environnement de vie stable et soutenant, avec accès aux besoins essentiels (nourriture, vêtements, hygiène), des informations sur les ressources disponibles, l’aide à la construction de plans de sécurité et un accompagnement personnel. L'identité officielle n’est pas requise. L’organisme peut organiser la prise en charge temporaire des animaux de compagnie.
Le centre gère également une ligne téléphonique d'urgence 24h/24, assurant un soutien émotionnel, du conseil par les pairs, des groupes de soutien, un accompagnement médical et judiciaire, une aide à la complétion de formulaires administratifs, ainsi qu’un plaidoyer auprès des autorités pour les femmes ayant subi des violences masculines (viol, inceste, traite, harcèlement, prostitution, etc.).
L’organisme propose un service d'aide à la recherche de logement pour les femmes sans-abri ou à risque, avec accompagnement dans les démarches et allocation de suppléments de loyer via le programme Homeless Prevention Program (HPP), financé par BC Housing.

## Philosophie
L’organisation est dirigée par un collectif féministe. Elle refuse l'inclusion des personnes transgenres identifiées comme femmes en tant qu'employés néanmoins le refuge accueille les femmes transgenres victime de violence. Cette position a suscité de nombreuses controverses.
En 2019, la Ville de Vancouver a retiré son financement à l’organisme en raison de son refus d’admettre les femmes transgenres.

## Plaidoyer et publications
En plus des services directs, le centre mène des actions de sensibilisation sur les violences masculines, la prostitution, la traite des femmes et les politiques publiques. Il publie régulièrement des analyses critiques sur la prostitution, l’industrie du sexe et les droits des femmes dans des revues féministes universitaires.

## Statut juridique
Vancouver Rape Relief and Women’s Shelter est une société sans but lucratif enregistrée et un organisme de bienfaisance au Canada.